# Église du Sacré-Cœur d'Aix-la-Chapelle

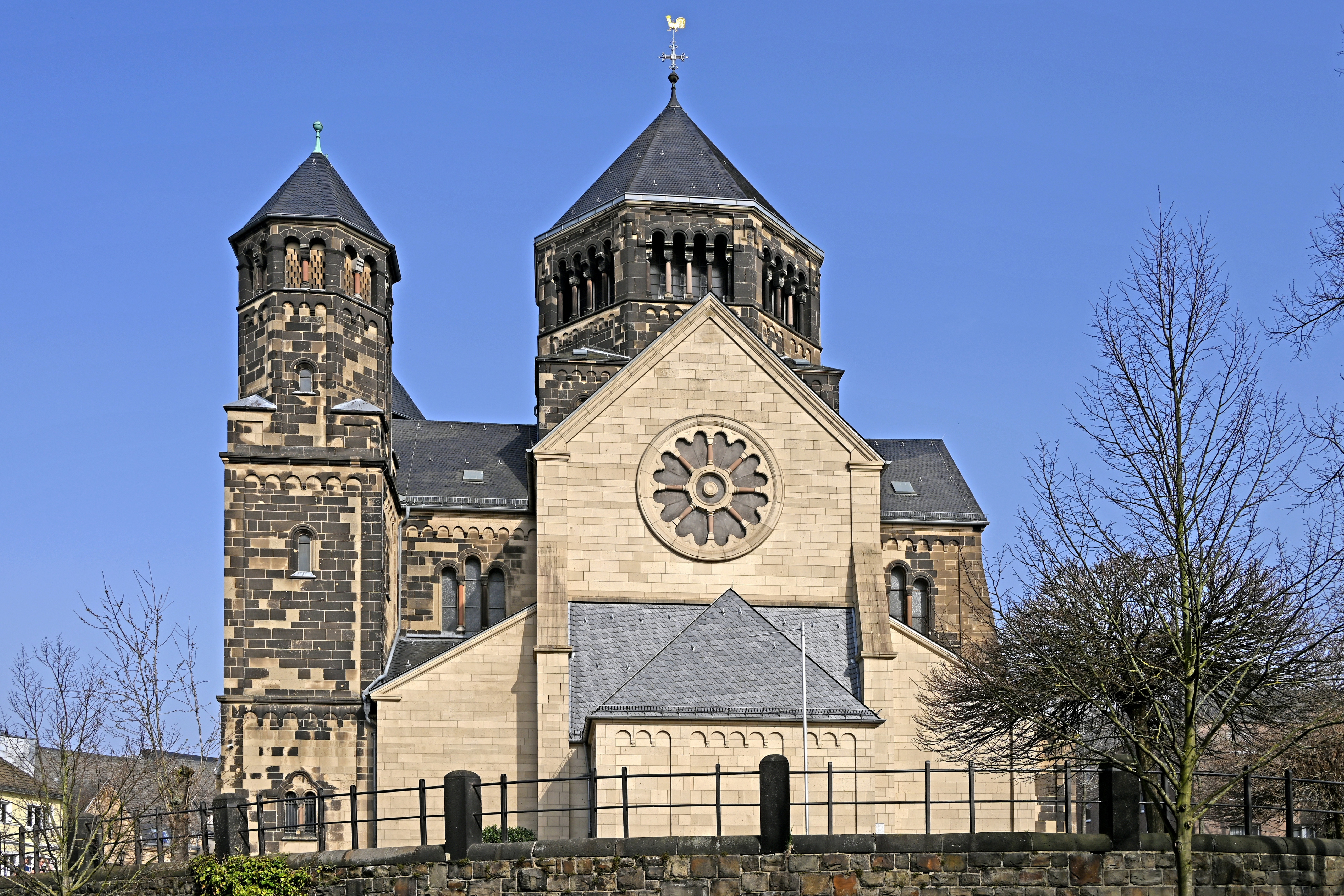
Vue de l'église.

L'église du Sacré-Cœur-de-Jésus (Herz-Jesu-Kirche) est une église catholique, de style néoroman rhénan, située en Allemagne à Aix-la-Chapelle. Elle a été construite en 1908-1910 dans le quartier de Burtscheid d'après les plans de l'architecte Josef Kleesattel (de). On l'a surnomme le Frankenberger Dom. Elle dépend du diocèse d'Aix-la-Chapelle.

## Adresse

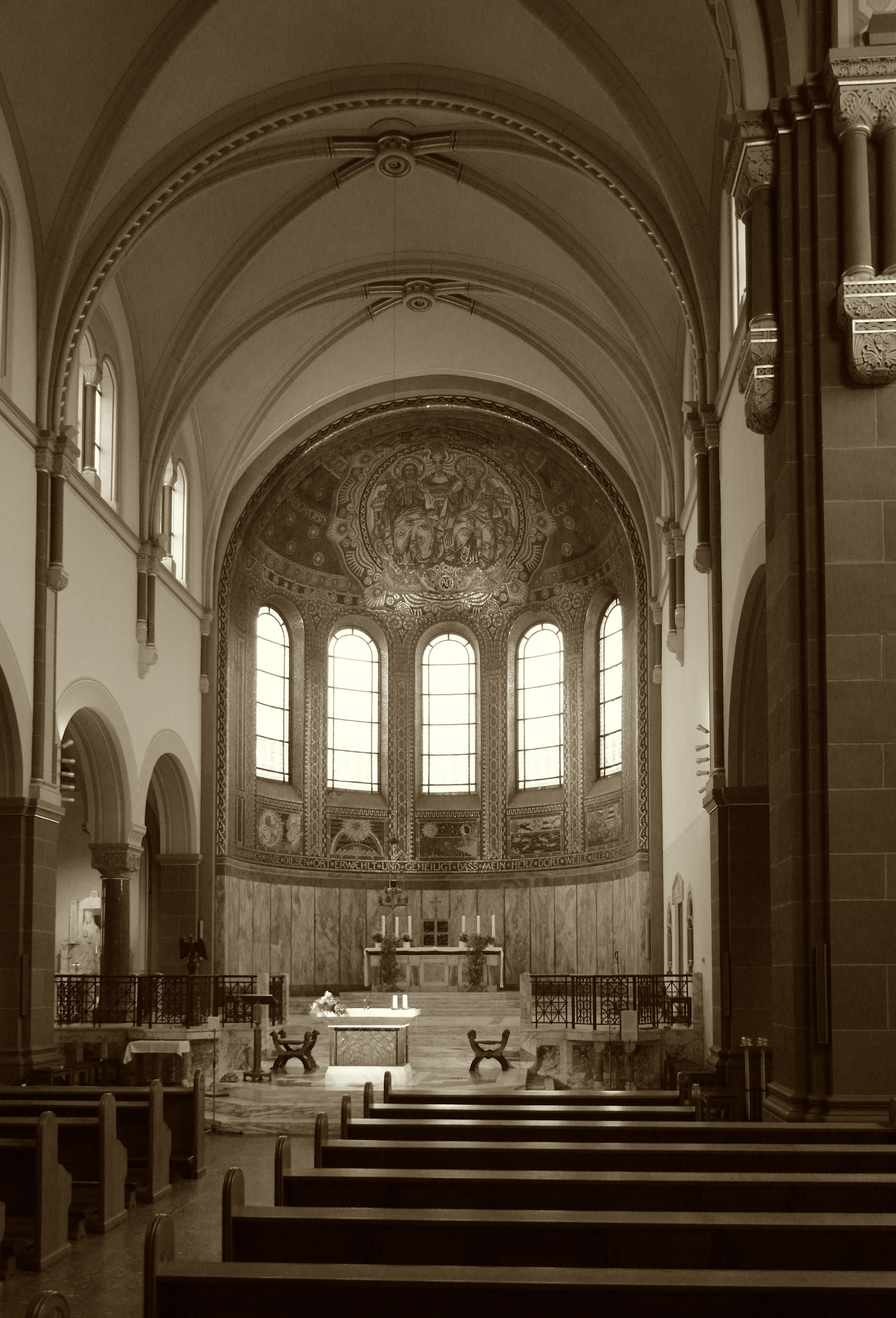
Intérieur.

Cette église consacrée au Sacré-Cœur se trouve Michaelsbergstr. 6
52066 Aachen (Viktoriaallee, n° 55).

## Histoire
Avec l'augmentation de la population dans le dernier quart du XIXe siècle, le besoin d'une église propre s'est fait sentir. Le 23 avril 1899, sous l'inspiration de l '«oberpfarrer» Hubert Emanuel Baurs, une association de construction est fondée pour sa construction. La première pierre est posée le 23 avril 1899 par le cardinal Fischer. Le financement de la construction de l'église n'étant pas encore terminé, il est proposé en trois phases. Cependant, la phase finale de construction, une extension vers l'ouest et la construction d'une tour, n'a jamais été réalisée.
La consécration de l'église a lieu le 5 juin 1910 par le cardinal Fischer. Dans la table du maître-autel, sont placées les reliques de saint Agilulf, de sainte Ursule et de saint Géréon. Le 9 juin 1912, elle devient église paroissiale.
Pendant la Première Guerre mondiale, la plupart des cloches en bronze des églises d'Aix-la-Chapelle ont été fondues. Le 4 avril 1917, les petites cloches de l'église du Sacré-Cœur devaient également être livrées. Les horloges n'ont été remplacées à nouveau qu'en 1928.

## Destructions
Les raids aériens et les tirs d'artillerie ont causé de lourds dommages et une destruction partielle de l'église pendant la Seconde Guerre mondiale. Le 14 juillet 1943, la sacristie, la maison paroissiale et le presbytère ont été touchés par des bombes incendiaires et incendiés. Le 11 avril, des raids aériens ont de nouveau suivi et en plus de l'église du Sacré-Cœur, l'église Saint-Jean et l'église Saint-Michel de Burtscheid ont également été détruites. À la fin de la guerre, l'église est à nouveau la cible de bombardements d'artillerie lourde. Après la guerre, la chapelle de la Croix a été séparée de l'église en grande partie détruite, de sorte que le 26 novembre 1944, la célébration de la Sainte Messe est redevenue possible.

## La reconstruction
Par la suite, le toit a été provisoirement restauré, principalement pour protéger l'orgue (de Georg Stahlhuth, d'Aix-la-Chapelle), qui avait bien survécu à tout. Le 23 janvier 1949, l'église a été remise en service. Cependant, la reprise a duré jusque dans les années 1960. Après l'achèvement des réparations les plus nécessaires, les plans ont commencé à réaliser la troisième phase de construction qui n'avait jamais été achevée. Cependant, une réorganisation des limites paroissiales le 1er octobre 1971 réduisit considérablement la zone paroissiale du Sacré-Cœur, ce qui obligea à abandonner ces plans.
Au nouveau millénaire, l'église et l'orgue ont été restaurés à nouveau. Des travaux sont actuellement en cours pour la reconstruction des mosaïques partiellement endommagées. À cause de la chute de la pratique catholique, la paroisse a fusionné en 2009 avec celles de Saint-Michel de Burtscheid, des Saints-Apôtres, de Saint-Grégoire, de Saint-Jean-Baptiste d'Aix-la-Chapelle pour former à partir du 1er janvier 2010 la nouvelle paroisse Saint-Grégoire-de-Burtscheid, sous le patronage de saint Grégoire, abbé fondateur au Xe siècle de l'abbaye de Burtscheid.

## Illustrations

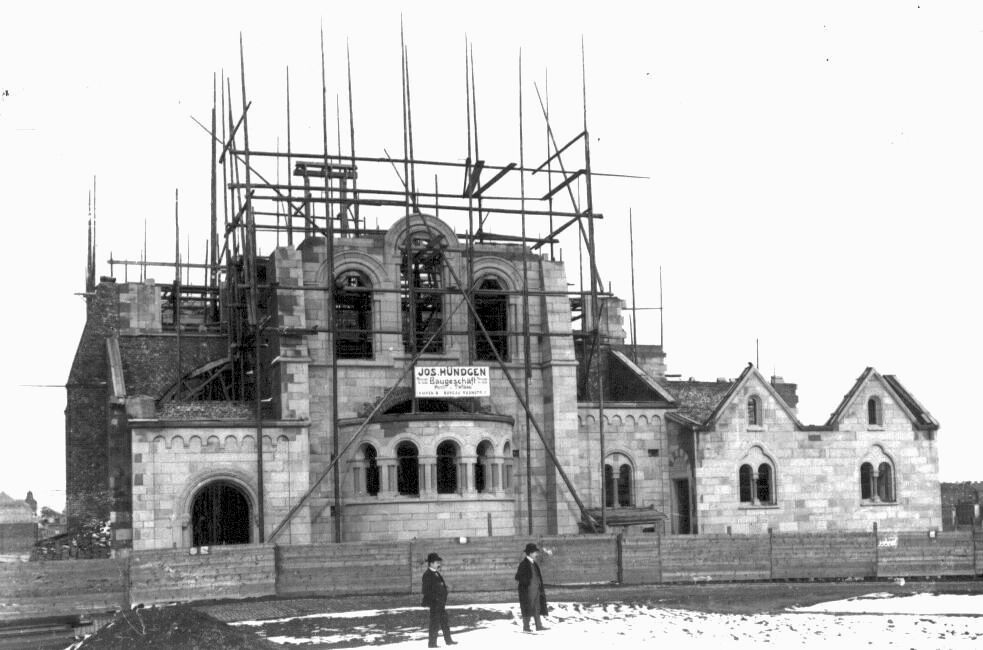
Chantier de construction
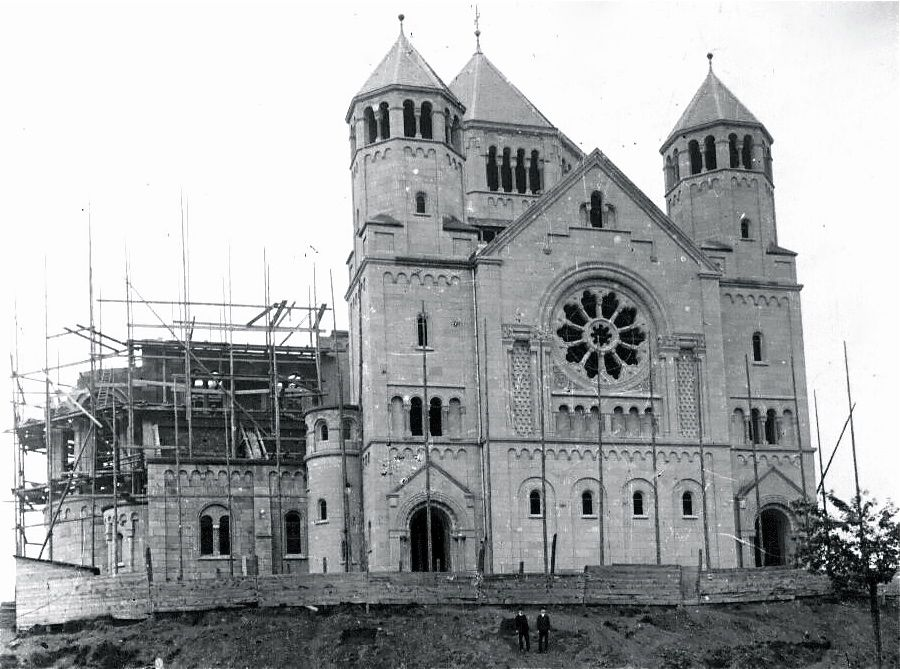
1909-1910
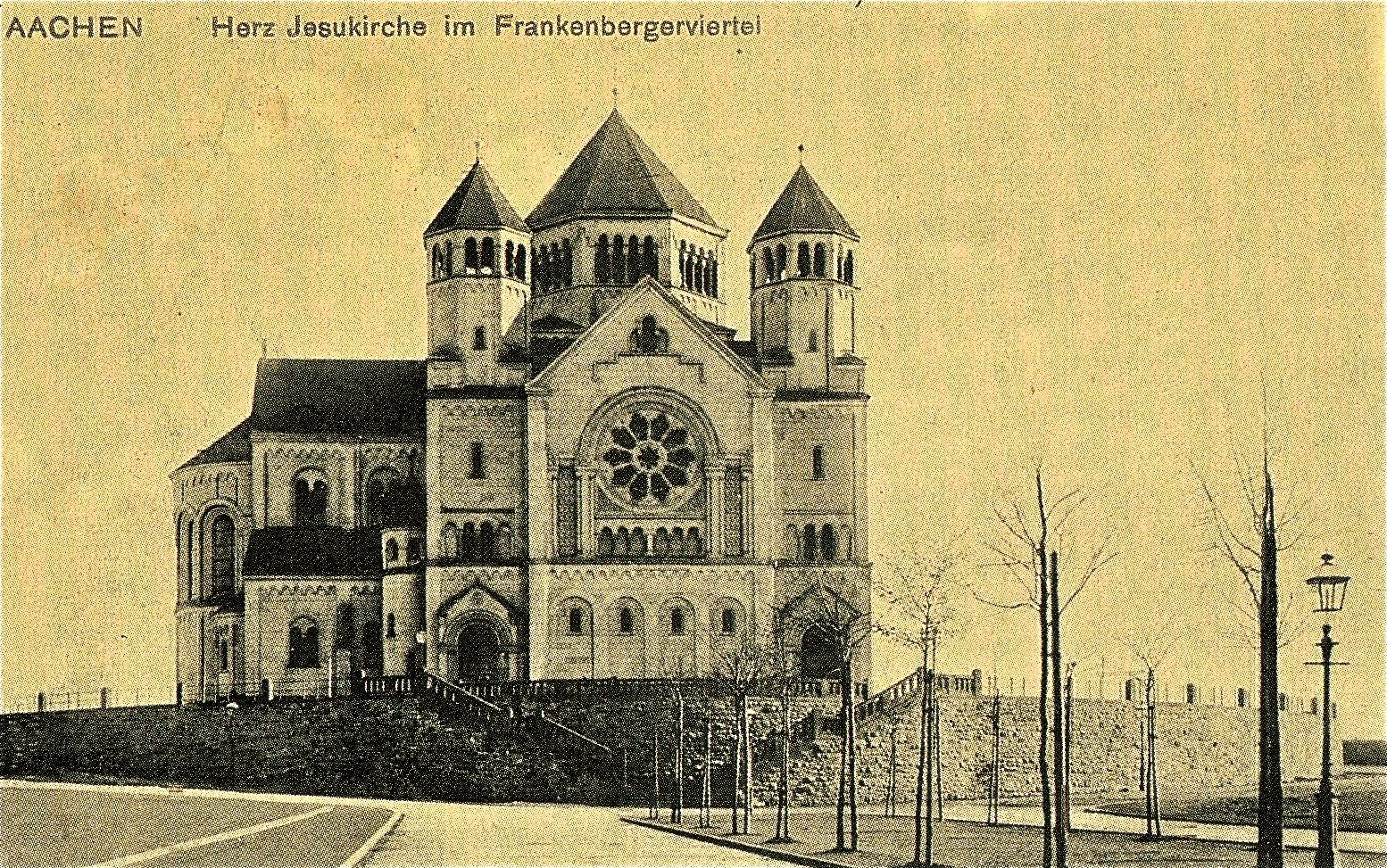
L'église en 1911
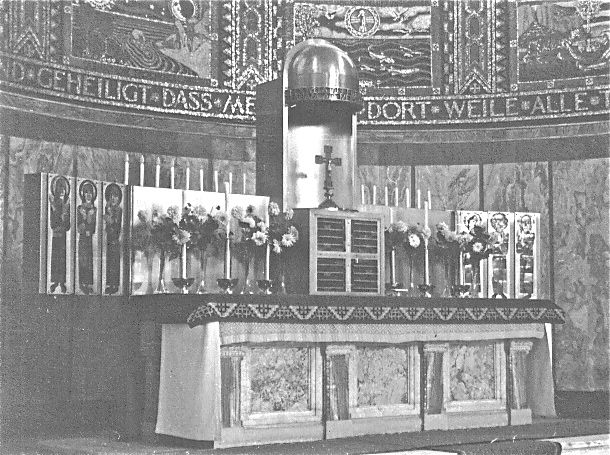
Le maître-autel en 1933

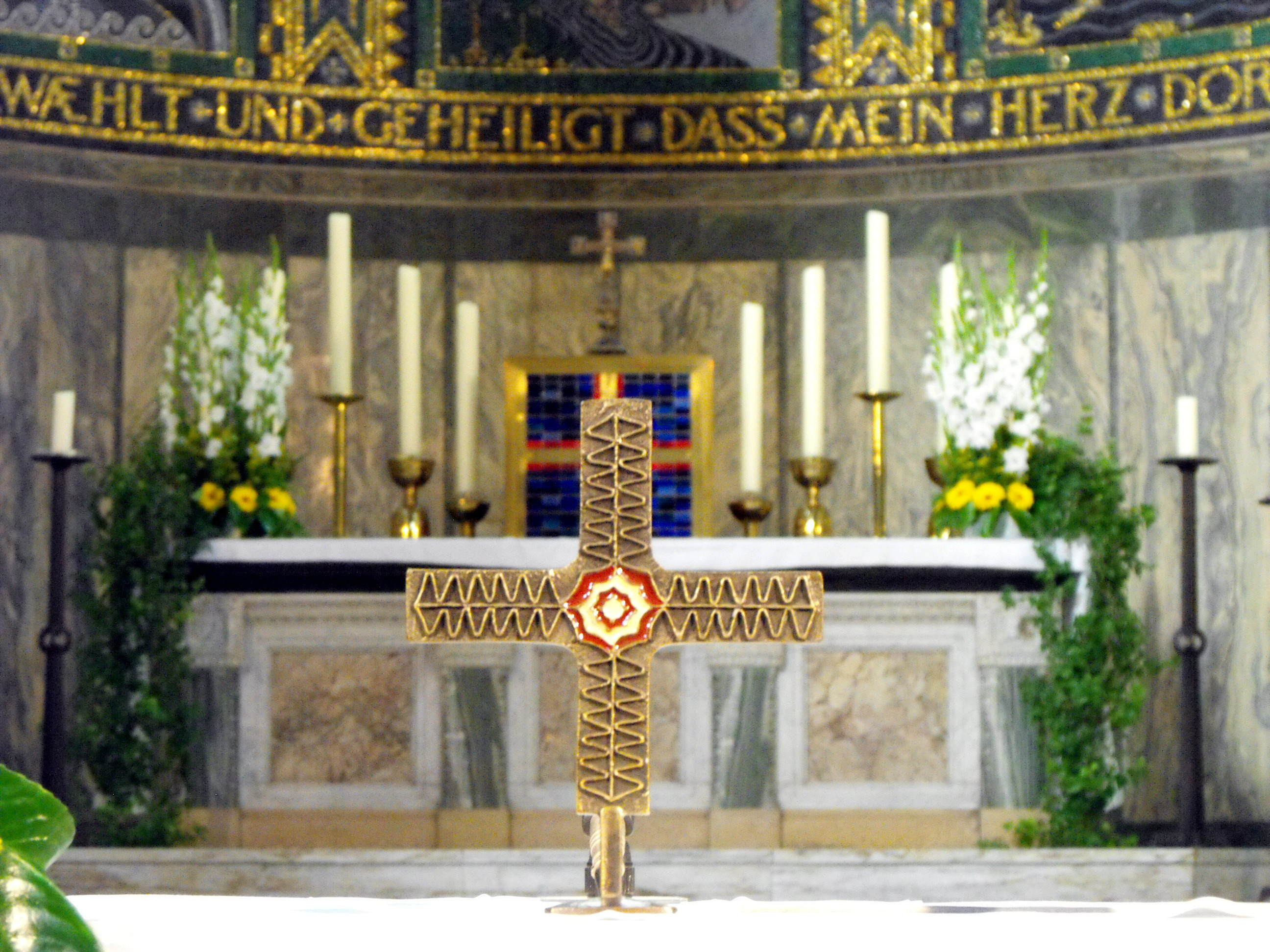
Autel
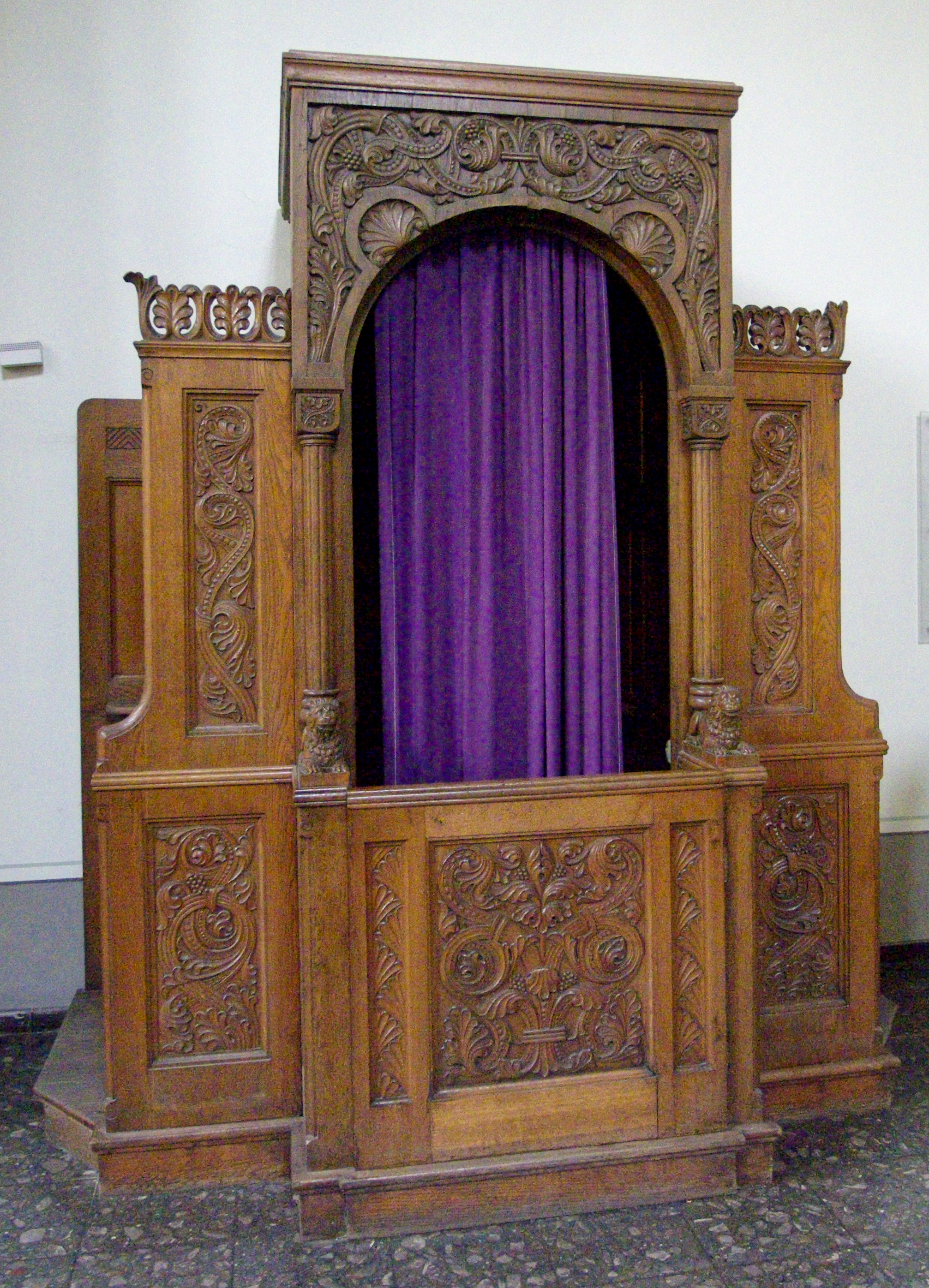
Confessionnal
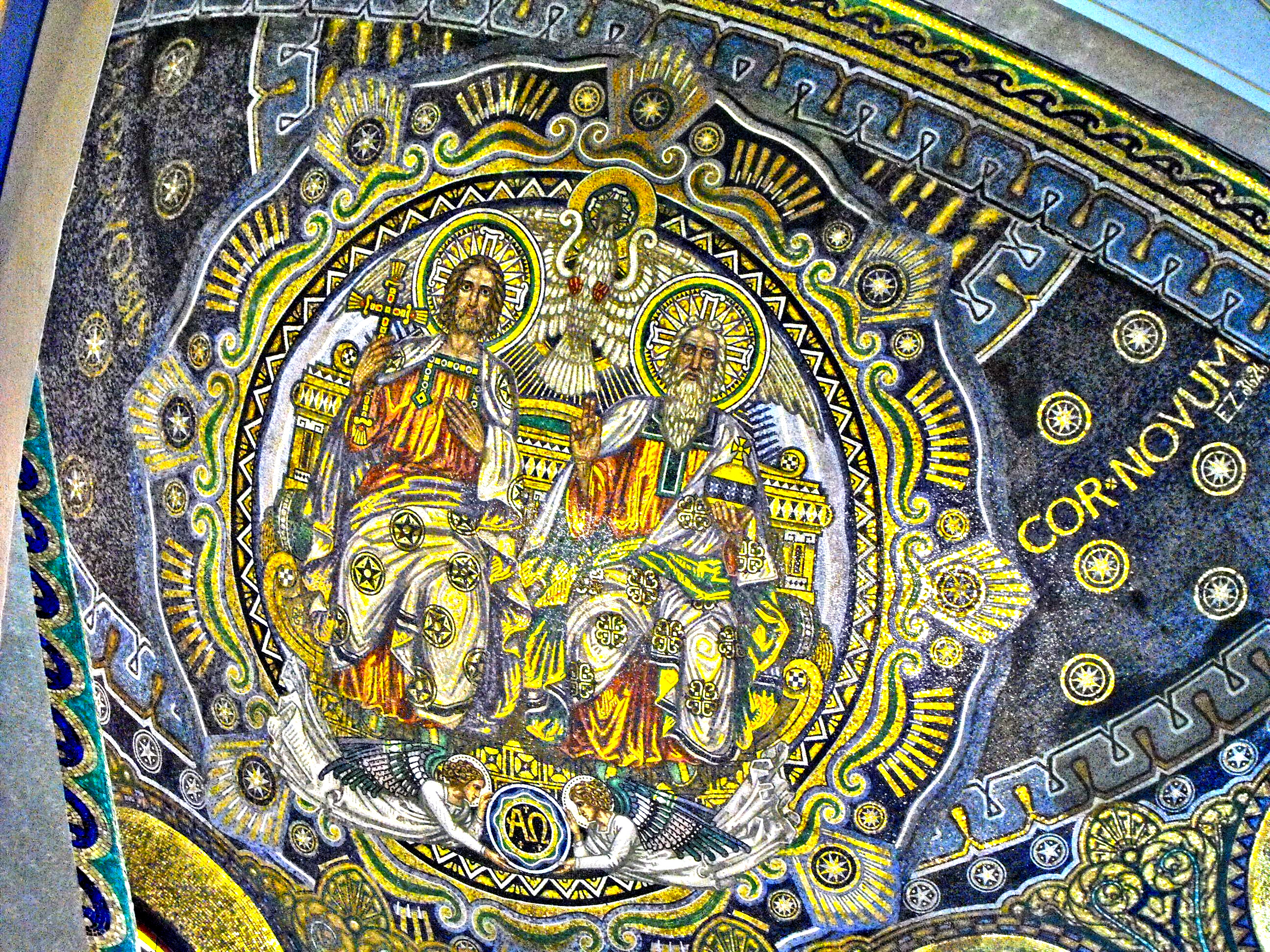
Détail des mosaïques
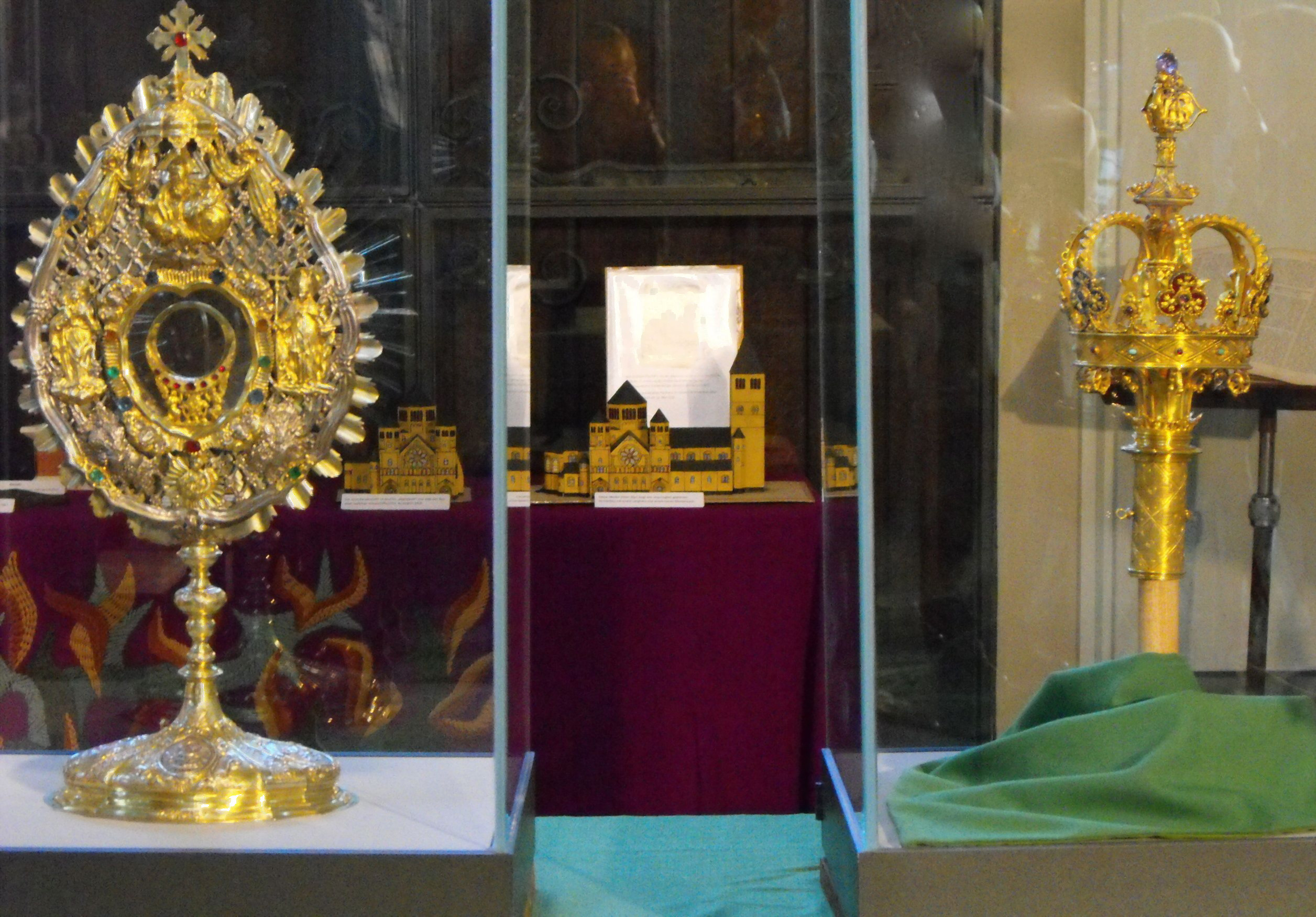
Trésor de l'église

## Curés
Les curés se sont succédé depuis 1912. Les premiers sont enterrés au cimetière de l'Est:
- Wilhelm Dierdorf (1912–1927), † 3 avril 1939
- Friedrich Fischer (1927–1955), † 25 août 1957
- Karl Liermann (1956–1973), † 17 janvier 1973
- Peter Wiesner (1973–1997)
- Mgr Heribert August (1998–2012)
- Frank Hendriks in solidum avec Thomas Faltyn (depuis la fin 2012)

## Source de la traduction
- (nl) Cet article est partiellement ou en totalité issu de l’article de Wikipédia en néerlandais intitulé « Heilig Hartkerk (Aken) » (voir la liste des auteurs).